# Gais 1937/1938
Fotbollsklubben Gais spelade säsongen 1937/1938 i allsvenskan, där man slutade sist och för första gången åkte ur allsvenskan.
Inget cupspel genomfördes denna säsong.

## Allsvenskan
Gais var chanslöst i serien och slutade ohjälpligt sist, med bara tre segrar och 10 poäng. Man gjorde bara 19 mål under hela säsongen, minst i serien, och släppte in 47 mål, vilket var flest.
En anledning till det svaga resultatet var en misslyckad generationsväxling, som delvis berodde på att Gårda BK när de gick upp i allsvenskan systematiskt lockade över både A- och B-lagsspelare från Gais och de andra klubbarna i Göteborgsalliansen (även IFK Göteborg åkte detta år ur allsvenskan, och Örgryte IS slutade tredje sist). Från Gais hade Gårda hämtat profiler som Harry "Båten" Johansson, Lennart Holländer och Bror Wahlström, liksom B-lagsledaren Robert "Tjobet" Gustavsson. Förutom att man tappade etablerade allsvenska spelare hämmades återväxten i de större Göteborgsklubbarna när Gårda kunde erbjuda tidigare B-lagsspelare speltid i allsvenskan.

### Tabell
| Nr | Lag                 | S  | V  | O | F  | GM | IM | MS  | P  |
| -- | ------------------- | -- | -- | - | -- | -- | -- | --- | -- |
| 1  | IK Sleipner         | 22 | 12 | 6 | 4  | 46 | 28 | +18 | 30 |
| 2  | Hälsingborgs IF (U) | 22 | 12 | 2 | 8  | 36 | 27 | +9  | 26 |
| 3  | Landskrona BoIS     | 22 | 10 | 6 | 6  | 40 | 31 | +9  | 26 |
| 4  | IF Elfsborg         | 22 | 12 | 2 | 8  | 44 | 37 | +7  | 26 |
| 5  | Gårda BK            | 22 | 8  | 9 | 5  | 29 | 28 | +1  | 25 |
| 6  | AIK (RM)            | 22 | 9  | 6 | 7  | 44 | 37 | +7  | 24 |
| 7  | IK Brage (U)        | 22 | 9  | 3 | 10 | 45 | 44 | +1  | 21 |
| 8  | Sandvikens IF       | 22 | 8  | 5 | 9  | 29 | 32 | −3  | 21 |
| 9  | Malmö FF            | 22 | 6  | 8 | 8  | 20 | 30 | −10 | 20 |
| 10 | Örgryte IS          | 22 | 7  | 5 | 10 | 33 | 37 | −4  | 19 |
| 11 | IFK Göteborg        | 22 | 6  | 4 | 12 | 28 | 35 | −7  | 16 |
| 12 | Gais                | 22 | 3  | 4 | 15 | 19 | 47 | −28 | 10 |

### Seriematcher
| Lag             | Hemma | Borta |
| --------------- | ----- | ----- |
| IK Sleipner     | 2–4   | 0–1   |
| Hälsingborgs IF | 1–2   | 3–2   |
| Landskrona BoIS | 0–4   | 0–4   |
| IF Elfsborg     | 2–4   | 1–2   |
| Gårda BK        | 0–1   | 0–0   |
| AIK             | 0–2   | 1–3   |
| IK Brage        | 0–2   | 1–0   |
| Sandvikens IF   | 0–3   | 2–5   |
| Malmö FF        | 1–1   | 0–1   |
| Örgryte IS      | 2–0   | 2–2   |
| IFK Göteborg    | 1–4   | 0–0   |

### Spelarstatistik
Gais använde 24 spelare under säsongen, varav endast tre spelade samtliga matcher.
| Spelare             | Matcher | Mål |
| ------------------- | ------- | --- |
| Folke Lind          | 22      | 2   |
| Sven Jacobsson      | 22      | 1   |
| Erik Angren (mv)    | 22      |     |
| Henry Andersson (2) | 21      | 1   |
| Åke Andersson       | 19      | 1   |
| Helmer Lundgren     | 18      |     |
| Holger Johansson    | 14      | 2   |
| Egon Niklasson      | 14      | 2   |
| Helge Liljebjörn    | 13      |     |
| John Frändberg      | 10      |     |
| Henry Andersson (1) | 9       | 3   |
| Carl Nilsson        | 9       | 2   |
| Tore Karlsson       | 8       | 2   |
| Rune Östling        | 8       | 1   |
| Torsten Johansson   | 7       |     |
| Carl Johnsson       | 6       | 2   |
| Per Javette         | 6       |     |
| Erland Samuelsson   | 4       |     |
| Sven Hammar         | 3       |     |
| Gunnar Olsson       | 2       |     |
| Göte Sjösten        | 2       |     |
| Ture Augustsson     | 1       |     |
| Ragnar Johansson    | 1       |     |
| Gustaf Zacharoff    | 1       |     |